# Черниговское сельское поселение (Апшеронский район)
Черниговское сельское поселение — муниципальное образование в Апшеронском районе Краснодарского края России.
В рамках административно-территориального устройства Краснодарского края ему соответствует Черниговский сельский округ.
Административный центр — село Черниговское.

## Население
| 2010  | 2012  | 2013  | 2014  | 2015  | 2016  | 2017  |
| ----- | ----- | ----- | ----- | ----- | ----- | ----- |
| 2876  | ↘2856 | ↗2878 | ↘2874 | ↗2906 | ↗2915 | ↗2923 |
| 2018  | 2019  | 2020  | 2021  | 2023  |       |       |
| ↘2913 | ↗2922 | ↘2914 | ↘2646 | ↘2613 |       |       |

## Населённые пункты
В состав сельского поселения (сельского округа) входят 5 населённых пунктов:
| № | Населённый пункт | Тип населённого пункта | Население (чел.) |
| - | ---------------- | ---------------------- | ---------------- |
| 1 | Армянский        | хутор                  | ↘41              |
| 2 | Десятый Километр | хутор                  | ↘25              |
| 3 | Кушинка          | хутор                  | ↘78              |
| 4 | Пригорное        | село                   | ↘66              |
| 5 | Черниговское     | село                   | ↗2666            |